# La indomable
La indomable é uma telenovela mexicana, produzida pela Televisa pelo El Canal de las Estrellas entre 27 de abril e 18 de setembro de 1987. Foi protagonizada por Leticia Calderón e Arturo Peniche e antagonizada por Elvira Monsell.

## Enredo
María Fernanda Villalpando é uma mulher formosa e rica, mas arrogante e orgulhosa que vive em uma grande fazenda conhecida como Villa Paraíso, em companhia de seu pai Gonzalo e sua amiga Cristina. María Fernanda namora com Gerardo, mas ao saber que ele a engana, rompe seu compromisso. Miguel Echánove é um jovem e humilde engenheiro, que quando conhece a María Fernanda fica prendado de sua beleza e se apaixona por ela. Mas ela, despeitada, não lhe corresponde. Ainda assim, decide utilizá-lo e se casar com ele só para se vingar de Gerardo.
Miguel, ao descobrir que foi enganado, se enfurece e repudia a María Fernanda. Se distancia dela, situação que aproveita Sofía, uma inescrupulosa mulher que sempre esteve apaixonada por Miguel e buscará tê-lo como seja. Mas María Fernanda se dará conta dos erros que cometeu, já que de verdade se apaixonou por Miguel e tentará demostrá-lhe seu arrependimento e que seus sentimentos são sinceros. O caminho não será fácil, pois Gerardo e Sofía tentarão recuperar a seus respectivas ex pares a qualquer preço.

## Elenco
- Leticia Calderón - María Fernanda Villalpando
- Arturo Peniche - Miguel Echánove
- Elvira Monsell - Sofía Galindo
- Alfredo Leal - Gonzalo Villalpando
- María Rivas - Doña Adela Echánove
- Juan Carlos Serrán - Gerardo
- Claudia Ramirez - Nabile
- Alonso Echánove - Pedro
- Carmen Delgado - Cristina
- Manuel Gurría - Tomás
- Jacarandá Alfaro - Jacarandá
- Miguel Suárez - Salcedo
- Queta Carrasco - Pancha
- José Luis Cordero - Rubén
- Mario Rezares - José
- Ayerim de la Peña - Alina Echánove
- Cristián Ramírez - Grillo
- Federico Elizondo
- Rocío Sobrado
- Mapat L. de Zatarain
- Sergio Jurado

## Prêmios e indicações

### TVyNovelas
| Categoria            | Indicado(a)      | Resultado |
| -------------------- | ---------------- | --------- |
| Melhor atriz juvenil | Leticia Calderón | Venceu    |

## Versões
- Em 1999, uma segunda versão dessa história foi feita, Alma rebelde, produzida por Nicandro Díaz González, estrelando Lisette Morelos e Eduardo Verástegui.